# Чужий квиток (фільм)
«Чужий квиток» (англ. Bounce) — мелодрама Дона Рооса з Гвінет Пелтроу і Беном Аффлеком в головних ролях.
Слоган фільму — «двоє незнайомців закохуються, один із них знає, що це не випадковість» (Two strangers fell in love. One knew it wasn't by chance). У фільмі можна відзначити гру акторів, а також роботу сценаристів над суперечливими людськими почуттями.

## Зміст
Що значить випадок в людському житті? Бадді Емарал (Бен Аффлек) не міг передбачити подальших подій, коли віддав напередодні Різдва свій авіаквиток Грегу Джанелл (Тоні Голдвін), але літак розбився. Оговтавшись від удару, Бадді вирішує знайти сім'ю загиблого — місіс Джанелл (Гвінет Пелтроу) і двох її синів. Бадді приходить в життя Еббі Джанелл і змінює її. Коли Бадді не може розлучитися з вдовою, зникнути, він розуміє, що любить її, але боїться розповісти правду.

## Ролі
| Актор            | Роль            |
| ---------------- | --------------- |
| Гвінет Пелтроу   | Еббі Джанелл    |
| Бен Аффлек       | Бадді Емарал    |
| Наташа Генстридж | Мімі Прегер     |
| Едвард Едвардс   | Рон Вочтер      |
| Дженніфер Грей   | Дженіс Гуерро   |
| Тоні Голдвін     | Грег Джанелл    |
| Керолайн Аарон   | Донна           |
| Джо Мортон       | Джим Віллер     |
| Алекс Девід Лінц | Скотт Джанелло  |
| Джонні Галекі    | Сет             |
| Девід Пеймер     | прокурор Мандел |

## Знімальна група
- Режисер — Дон Рус
- Сценарист — Дон Рус
- Продюсер — Майкл Бесман, Стів Голін, Боб Ошер
- Композитор — Майкл Денна